# Ainda
Ainda è il quarto album in studio del gruppo Madredeus, pubblicato nel 1995 dalla Blue Note. È stato utilizzato anche come colonna sonora del film Lisbon Story del regista Wim Wenders.

## Tracce
1. Guitarra – 3:45
2. Milagre – 4:17
3. Céu da Mouraria – 3:42
4. Miradouro de Santa Catarina – 4:09
5. A Cidade E Os Campos – 3:33
6. O Tejo – 4:11
7. Viagens Interditas (Strumentale) – 2:51
8. Alfama – 3:27
9. Ainda – 7:18
10. Maio Maduro Maio – 4:12

## Formazione
- Teresa Salgueiro - voce
- Rodrigo Leão - tastiere
- Pedro Ayres Magalhães - chitarra
- José Peixoto - chitarra
- Francisco Ribeiro - violoncello
- Gabriel Gomes - fisarmonica